# Birth of the Dead
Birth of the Dead je kompilační dvojalbum skupiny Grateful Dead. Obsahuje dva disky, na jednom jsou studiové a na druhém koncertní nahrávky. Album vyšlo v roce 2003.

## Seznam skladeb
| Disk 1(studiové nahrávky) | Disk 1(studiové nahrávky)           | Disk 1(studiové nahrávky) | Disk 1(studiové nahrávky) |
| Pořadí                    | Název                               | Autor                     | Délka                     |
| ------------------------- | ----------------------------------- | ------------------------- | ------------------------- |
| 1.                        | Early Morning Rain                  | Lightfoot                 | 3:22                      |
| 2.                        | I Know You Rider                    | traditional               | 2:41                      |
| 3.                        | Mindbender (Confusion's Prince)     | Garcia, Lesh              | 2:41                      |
| 4.                        | The Only Time Is Now                | Grateful Dead             | 2:24                      |
| 5.                        | Caution (Do Not Stop on Tracks)     | Grateful Dead             | 3:17                      |
| 6.                        | Can't Come Down                     | Grateful Dead             | 3:04                      |
| 7.                        | Stealin' (instrumentální)           | Cannon                    | 2:40                      |
| 8.                        | Stealin'                            | Cannon                    | 2:36                      |
| 9.                        | Don't Ease Me In (instrumentální)   | traditional               | 2:01                      |
| 10.                       | Don't Ease Me In                    | traditional               | 2:02                      |
| 11.                       | You Don't Have to Ask               | Grateful Dead             | 3:35                      |
| 12.                       | Tastebud (instrumentální)           | McKernan                  | 7:04                      |
| 13.                       | Tastebud                            | McKernan                  | 4:35                      |
| 14.                       | I Know You Rider                    | traditional               | 2:36                      |
| 15.                       | Cold Rain and Snow (instrumentální) | traditional               | 3:15                      |
| 16.                       | Cold Rain and Snow                  | traditional               | 3:17                      |
| 17.                       | Fire in the City                    | Krug                      | 3:19                      |

| Disk 2 (koncertní nahrávky) | Disk 2 (koncertní nahrávky)  | Disk 2 (koncertní nahrávky) | Disk 2 (koncertní nahrávky) |
| Pořadí                      | Název                        | Autor                       | Délka                       |
| --------------------------- | ---------------------------- | --------------------------- | --------------------------- |
| 1.                          | Viola Lee Blues              | Lewis                       | 9:39                        |
| 2.                          | Don't Ease Me In             | traditional                 | 2:43                        |
| 3.                          | Pain in My Heart             | Neville                     | 4:24                        |
| 4.                          | Sitting on Top of the World  | Chatmon, Vinson             | 3:51                        |
| 5.                          | It's All over Now, Baby Blue | Dylan                       | 5:12                        |
| 6.                          | I'm a King Bee               | Moore                       | 8:52                        |
| 7.                          | Big Boss Man                 | Dixon, Smith                | 5:11                        |
| 8.                          | Standing on the Corner       | Grateful Dead               | 3:46                        |
| 9.                          | In the Pines                 | Bryant, McMichen            | 4:55                        |
| 10.                         | Nobody's Fault But Mine      | Johnson                     | 4:15                        |
| 11.                         | Next Time You See Me         | Forest, Harvey              | 2:47                        |
| 12.                         | One Kind Favor               | Hopkins, Taub               | 3:44                        |
| 13.                         | He Was a Friend of Mine      | traditional                 | 4:45                        |
| 14.                         | Keep Rolling By              | traditional                 | 7:57                        |

## Sestava
- Jerry Garcia – kytara, zpěv
- Bob Weir – kytara, zpěv
- Phil Lesh – baskytara, zpěv
- Bill Kreutzmann – bicí
- Ron „Pigpen“ McKernan – varhany, harmonika, zpěv
- Jon Hendricks – zpěv